# Hasta morir
Hasta morir és la primera pel·lícula que Fernando Sariñana realitza com a director de cinema. És la història de dos amics de la infància, "El Mau" i "El Boy"; un cholo de Tijuana i un noi de banda de la Ciutat de Mèxic que es retroben aquí per a dur a terme un gran pla que milloraria les seves vides. Tots dos viuen amb Chenta, la tia alcohòlica i delirant del Boy. Els amics cometen alguns assalts per a estalviar diners en el que planegen el segrest d'un ric empresari de Tijuana, crim que els donarà prou diners per a fugir a Los Angeles i començar de nou. El Boy assassina a un policia i el pla dels joves canvia per complet.

## Argument
Mauricio i Juan Carlos són amics de la infància que per qüestions del destí es van separar. El Mau arriba a la Ciutat de Mèxic després de passar un temps en la presó per cometre un assassinat "en defensa pròpia". El Mau es queda a viure amb el Boy a la casa de la seva tia Chenta, una senyora alcohòlica, mig bruixota i que sofreix d'al·lucinacions.
El Boy sent una profunda admiració pel Mau, qui té una ment criminal que convenç al seu amic per a segrestar un empresari de Tijuana i amb els diners cobrats, anar-se'n a Los Angeles a iniciar una nova vida. Els somnis del Boy consisteixen a curar a la seva tia Chenta de l'alcoholisme i posar una granja-escola per a gossos de baralla, perquè ha dedicat molt de temps a entrenar al seu bull terrier. El Mau, d'altra banda, desitja posar un taller de retrats dibuixats però tots dos desitgen deixar enrere la vida en les bandes que només prometen anar a presó o morir.
Per a començar a estalviar diners El Mau i El Boy realitzen un primer assalt que els surt bé, però quan una empleada en un súper es nega a vendre-li cervesa al Boy, les coses es compliquen. Durant l'altercat, un policia li dispara al gos del Boy i aquest el mata. El Boy fuig a Guadalajara i després a Tijuana, mentre que el Mau es queda en la capital on promet seguir amb els plans per al gran segrest, cobrar-li a don Cruz el "negoci" que van fer i cuidar de la tia Chenta.
El Mau descobreix que la tia Chenta té les escriptures d'uns terrenys que d'acord amb don Cruz, valen molts diners. Els hereus són el Boy i la seva cosina Victoria, que mai es van conèixer ja que ella és filla d'una germana de Chenta amb qui va estar barallada per qüestions de cases i herències. Per poder quedar-se amb els terrenys, es necessita l'autorització de Victoria, així que el Mau es fa passar pel Boy i la cerca per parlar de les escriptures però acaba enamorant-se d'ella.
Mentre Chenta agonitza sola en un hospital, Victoria i el Mau fan la seva vida junts. La Chava, xicota del Boy, per solidaritat a la seva banda i gelosa que el Mau la rebutgés i s'enamorés de Victoria, avisa al Boy, que a hores d'ara ja té molt ben estudiat a l'empresari a segrestar mentre que el Mau ja s'ha oblidat de tot. Quan el Boy torna coneix a Victoria, qui de manera innocent li conta els nous plans del Mau.
El Boy i el Mau es veuen embolicats en reclams i baralles per la traïció comesa per l'últim. La història acaba amb la mort del Mau, la tia Chenta i el desemparament en el que queden Victoria i el Boy.

## Repartiment
- Demian Bichir - Mauricio "El Mau"
- Juan Manuel Bernal - Juan Carlos Güemes "El Boy"
- Verónica Merchant - Victoria Güemes
- Vanessa Bauche - Esther "La Chava"
- Dolores Beristáin - Chenta
- Maru Dueñas - Diana
- Dino García - "El Espanto"
- Montserrat Ontiveros - Adela
- Ximena Sariñana - Melisa
- Alfredo Sevilla - Don Cruz
- Luisa Huertas -

## Crítica
La pobra promoció i una mala data d'estrena (6 de gener) van impedir que guanyés notorietat malgrat ser una obra d'avantguarda dins del cinema mexicà. Marcela Fuentes Beráin, sociòloga de formació i guionista de la pel·lícula, va rebre múltiples elogis per la recerca realitzada per a escriure aquesta història de dos amics on es retrata a la perfecció els valors i l'ambient de marginació en el qual viuen.

## Premis
La primera obra de Fernando Sariñana va destacar en diversos festivals de cinema, principalment a Cuba i a Mèxic.
- Premi Òpera Prima Ex aequo. Festival Internacional del Nou Cinema Llatinoamericà de l'Havana, Cuba, 1994.
- Premi Millor Edició (Carlos Bolado). Festival Internacional de nou Cinema Llatinoamericà, l'Havana, Cuba, 1994.
- Premi Millor Música (Enrique Quezadas Lluna). Festival Internacional de nou Cinema Llatinoamericà, l'Havana, Cuba, 1994.
- Premi Coral. Òpera Prima. Festival Lationamericano de Cuba.
- Premi Coral. Edició (Carlos Bolado), Festival Llatinoamericà de Cuba.
- Premi Coral. Música (Eduardo Gamboa), Festival Llatinoamericà de Cuba.
- Premi per Direcció d'Art (José Luis Aguilar), (escenografia i ambientació) Festival de Cinema Mundial de Mont-real, el Canadà.
- Premi Ariel al millor actor (Demián Bichir), 1995.
- Premi Ariel Millor So (Miguel Sandoval), 1995.